# La donna dell'altro
La donna dell'altro (Jons und Erdme) è un film del 1959 diretto da Victor Vicas.
Il film è basato sul romanzo omonimo di Hermann Sudermann.

## Trama
Lituania, 1906: Erdme lascia il lavoro da cameriera dopo che il marito Jons provoca una rissa nella taverna in cui lavora; con lui va a vivere in una casa abbandonata in una zona paludosa. Unico aiuto sono il vicino di casa, il fabbro Wittkuhn. L'uomo non gode di una buona fama, ha fama di seduttore violento, ma la donna non è indifferente al suo fascino.
Nonostante molte difficoltà, la coppia riesce negli anni a mettere da parte i soldi per comprare la terra e fare studiare la figlia Katrike che da grande viene mandata a Parigi, ma la ragazza torna incinta con un parrucchiere disposto a sposarla se la famiglia gli concede un grosso appezzamento di terreno. Jons si rifiuta, scaccia l'uomo e picchia Erdme che decide di lasciarlo e andare da Wittkuhn. Il mattino dopo però la donna torna dal marito giusto in tempo per fermarlo dal suicidio.

## Produzione
Il film venne girato tra aprile e settembre del 1959. Le scene in interno negli studi berlinesi della UFA mentre gli esterni in Polonia.
Gli attori protagonisti Giulietta Masina e Richard Basehart avevano già lavorato assieme nel 1954 per il film di Federico Fellini La strada.
In un piccolo ruolo anche Dorothea Sudermann una discendente dell'autore del romanzo.

## Critica
(Leo Pestelli)